# Jean Huber
Jean Huber (Ginevra, 1721 – Losanna, 1786) è stato un pittore svizzero.
Amico e confidente di Voltaire, lo ritrasse così tante volte da guadagnarsi il soprannome di Jean Huber-Voltaire. Svolse anche ricerche di scienze naturali.